# 手部屈肌
手部屈肌是位於人體手肘附近的6條肌肉，能使手腕、手指等部位彎曲，例如將指尖下壓，前臂下側的屈肌就會收縮。這6條屈肌以長腱和手的各部位相連，這些肌腱會經過稱為手屈肌支持帶、支撐腱通道底部的韌帶下方，除了掌長肌外，其餘5條均以其功能、大小和位置命名，如屈指淺肌是一種表層肌肉，能使手指彎曲。其他的屈肌還包括尺側屈腕肌、橈側屈腕肌等。